# Джон Магаро
Джон Магаро (англ. John Magaro; нар. 16 лютого 1983, Акрон, США) — американський актор.

## Життєпис
Джон Роберт Магаро народився в Акроні, США в родині вчителів. Дитинство проходило в Мунро Фоллз, де він і закінчив школу. За походженням його батько італієць, а мати — єврейка. Батько сповідує католицьку віру, мати — юдейську, в ній же виховали і сина. Джон закінчив у 2005 Университет Пойнт Парк у Пітсбурзі за напрямком театральне мистецтво.

## Кар'єра
Першу роль на великому екрані зіграв у стрічці ірландського режисера Ніла Джордана «Відважна». В цьому трилері також знімалась Джоді Фостер. В наступному фільмі «Все життя перед її очима» актор грав разом з Умою Турман. У 2008 вийшла комедія з Брюсом Віллісом «Убивство шкільного президента», Магаро виконав другорядну роль Кіпріато. 
У 2012 виходить дві стрічки з участю Джона Магаро — «Не зникай», «Гуманітарні науки». У драмі Девіда Чейза «Не зникай» актор виконав головну роль: лідера підліткового рок-гурту, а у комедійній драмі «Гуманітарні науки» Магаро з'явився у ролі трохи депресивного Діна.
Під керівництвом Анджеліни Джолі актор працював у фільмі «Нескорений». У 2015 вийшла стрічка «Керол», яку високо оцінили критики, актор виконав другорядну роль в ній. Того ж року актор у ролі молодого інвестора з'явився у біографічному фільмі Адама Мак-Кея. У 2016 актор зіграв роль моряка у фільмі «Проти шторму».
Серед робіт на телебаченні актор мав другорядні ролі у «Закон і порядок: Спеціальний корпус», «Підозрюваний», «Помаранчевий — хіт сезону»,  «Гарна дружина».

## Фільмографія

### Фільми
| Рік  | Назва                           | Оригінальна назва                        | Роль                                         | Примітки        |
| ---- | ------------------------------- | ---------------------------------------- | -------------------------------------------- | --------------- |
| 2005 | «Війсковополонені»              | Prisoners of War                         | полонений                                    | короткометражка |
| 2006 |                                 | Level Red                                | Путскі                                       | короткометражка |
| 2007 |                                 | Bomb                                     | Смак                                         | короткометражка |
| 2007 | «Відважна»                      | The Brave One                            | Ітан                                         |                 |
| 2007 | «Все життя перед її очима»      | The Life Before Her Eyes                 | Майкл Патрік                                 |                 |
| 2008 | «Убивство шкільного президента» | Assassination of a High School President | Кіпріато                                     |                 |
| 2008 |                                 | We Pedal Uphill                          | Кайл                                         |                 |
| 2009 | «Посилка»                       | The Box                                  | Чарлз                                        |                 |
| 2009 | «Забираючи Ченса»               | Taking Chance                            | Річ                                          | телефільм       |
| 2010 | «Нічний продавець»              | My Soul to Take                          | Алекс                                        |                 |
| 2011 |                                 | Down the Shore                           | Мартін                                       |                 |
| 2012 | «Не зникай»                     | Not Fade Away                            | Дуглас                                       |                 |
| 2012 | «Гуманітарні науки»             | Liberal Arts                             | Дін                                          |                 |
| 2014 | «Нескорений»                    | Unbroken                                 | Френк А. Тінкер                              |                 |
| 2015 |                                 | Don't Worry Baby                         | Роберт                                       |                 |
| 2015 | «Керол»                         | Carol                                    | Денні                                        |                 |
| 2015 | «Гра на пониження»              | The Big Short                            | Чарлі Геллер                                 |                 |
| 2016 | «Проти шторму»                  | The Finest Hours                         | Ервін Маск                                   |                 |
| 2017 | «Машина війни»                  | War Machine                              | Корі Бьоргер                                 |                 |
| 2017 | «Маршалл»                       | Marshall                                 | Ірвін Фрідман                                |                 |
| 2018 | «Оверлорд»                      | Overlord                                 | Тіббет                                       |                 |
| 2019 | «Перша корова»                  | First Cow                                | Отіс Фіговіц                                 |                 |
| 2020 |                                 | Sylvie's Love                            | Сід                                          |                 |
| 2021 | «Багато святих Ньюарка»         | The Many Saints of Newark                | Сільвіо Данте                                |                 |
| 2021 | «Торт зі смаком помсти»         | The Birthday Cake                        | Кусін Джой                                   |                 |
| 2021 | «Меєр Ланськи»                  | Lansky                                   | Меєр Ланськи                                 |                 |
| 2022 | «Подзвони Джейн»                | Call Jane                                | детектив Чілмарк                             |                 |
| 2022 | «Поява»                         | Showing Up                               | Шон Карр                                     |                 |
| 2023 | «Минулі життя»                  | Past Lives                               | Артур Затуранскі                             |                 |
| 2024 | «П'яте вересня»                 | September 5                              | Джеффрі Мейсон                               |                 |
| 2025 | «Натхненник»                    | The Mastermind                           | Фред                                         |                 |
| 2025 | «Матеріалісти»                  | Materialists                             | Марк П.                                      |                 |
| 2025 | «Кельн 75»                      | Köln 75                                  | Кіт Джарретт, американський джазовий піаніст |                 |
| 2026 | «Наречена»                      | The Bride!                               |                                              |                 |

### Серіали
| Рік       | Назва                                 | Оригінальна назва                 | Роль           | Примітки     |
| --------- | ------------------------------------- | --------------------------------- | -------------- | ------------ |
| 2006      | «Вирок»                               | Conviction                        | Джиггі         | 1 епізод     |
| 2007      | «Закон і порядок»                     | Law & Order                       | Натан Герш     | 1 епізод     |
| 2010—2015 | «Закон і порядок: Спеціальний корпус» | Law & Order: Special Victims Unit | Ендрю/Кіт      | 2 епізоди    |
| 2011      | «Тіло як доказ»                       | Body of Proof                     | Чак Фостер     | 1 епізод     |
| 2012      | «Підозрюваний»                        | Person of Interest                | Карл Еліас     | 1 епізод     |
| 2015–2016 | «Помаранчевий — хіт сезону»           | Orange Is The New Black           | Вінс           | 5 епізодів   |
| 2015–2016 | «Гарна дружина»                       | The Good Wife                     | Роланд Лавін   | 3 епізоди    |
| 2016      | «Енджи Трайбека»                      | Angie Tribeca                     | Снік           | 1 епізод     |
| 2016      | «Криза у шести сценах»                | Crisis in Six Scenes              | Алан Брокман   | 5 епізодів   |
| 2018      | «Джек Раян»                           | Tom Clancy's Jack Ryan            | Алан Брокман   | 3 епізоди    |
| 2019      | «Академія Амбрелла»                   | The Umbrella Academy              | Леонард Пібоді | головна роль |
| з 2024    | «Агентство»                           | The Agency                        | Оуен Тейлор    | головна роль |